# Luau (festa)

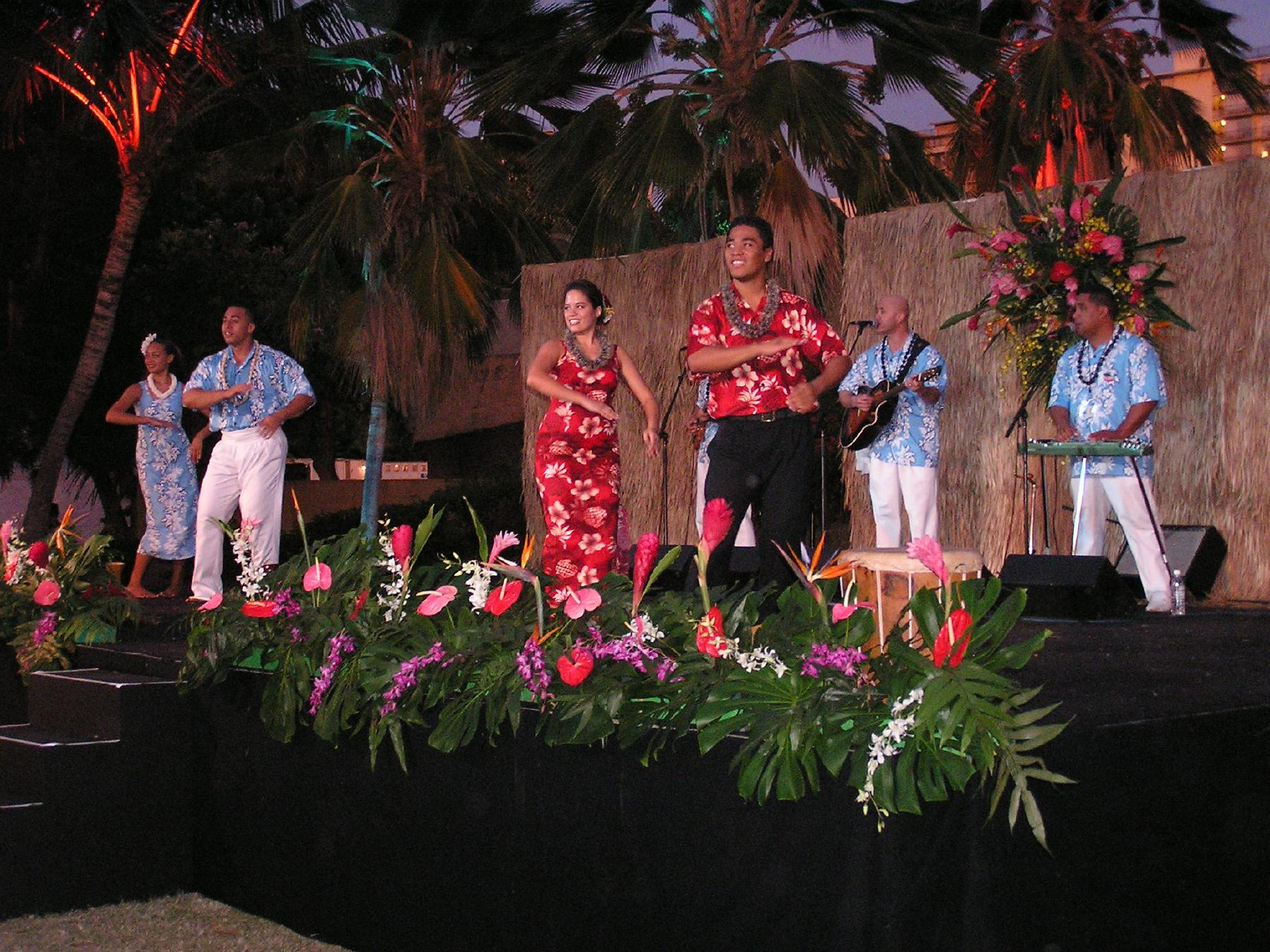
Apresentação (comercial) de Luau.

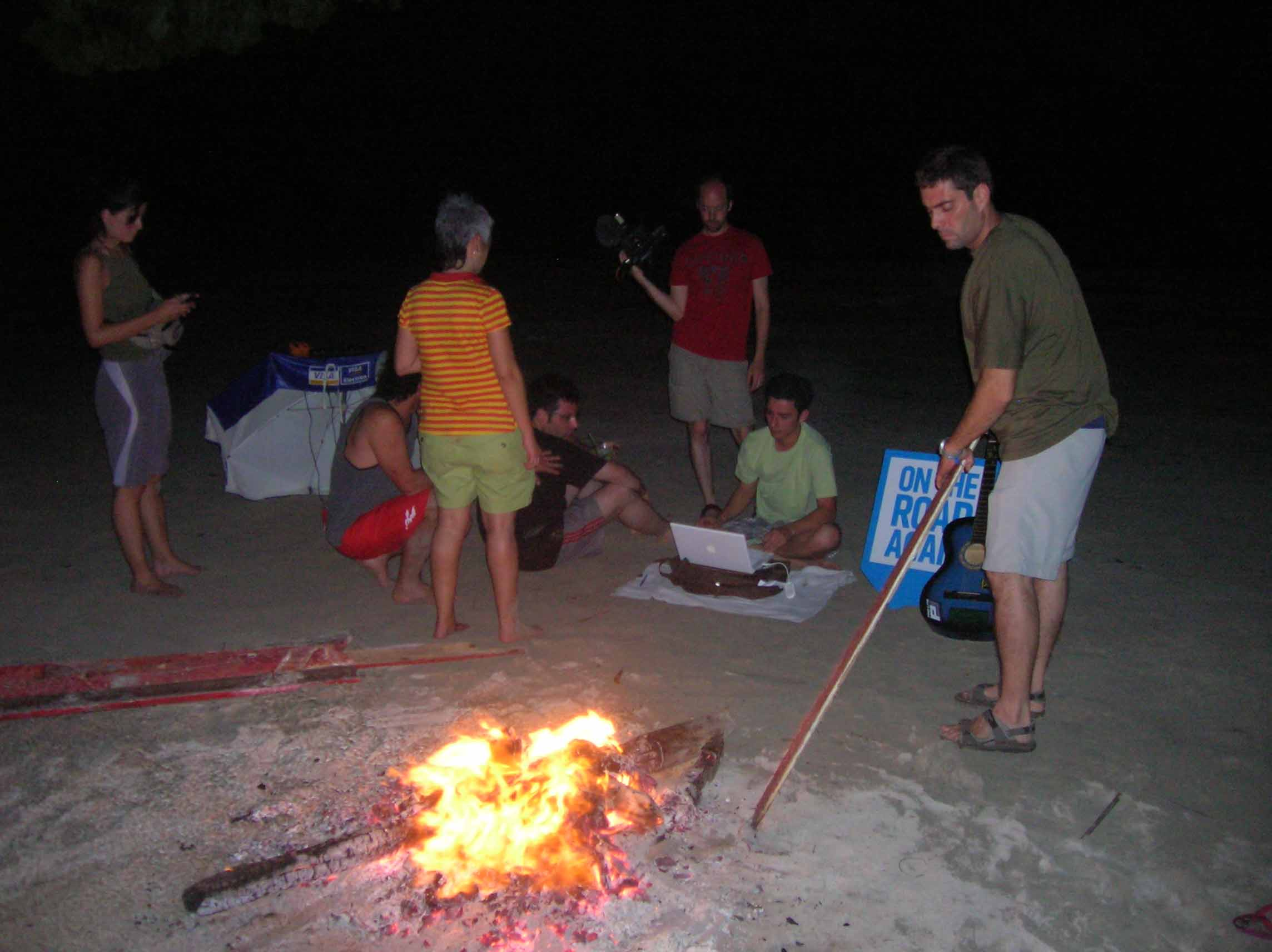
Festa na praia.

Luau (em havaiano: Lūʻau) é um tipo de festa de origem havaiana, com comida tradicional, bebida e a dança hula. O termo deriva de um prato típico do Havaí de mesmo nome, feito com brotos de taro (um tipo de taioba), frango ou polvo cozidos em leite de coco, que por sua vez também dá nome à festa, em que costuma ser servido. Tais festas ocorrem na praia, à noite.
O termo foi registrado pela primeira vez em meados do século XIX, na língua inglesa, através da qual chegou ao português do Brasil.